# Фогт
Вижте пояснителната страница за други значения на Фогт.
Фогт (на немски: Vogt; Voigt, Fauth; мн. ч.: Vögte; на латински: advocatus) е държавен чиновник в Централна и Западна Европа през Средновековието, в повечето случаи благородник. Отговаря на френски: bailli; на английски: bailiff или reeve.
Фогтът управлява и съди като наместник на феодалния владетел. Той ръководи съда и трябва да организира и ръководи защитата на страната в случай на война. Неговата територия се нарича Фогтай (Vogtei).
По време на Каролингите фогтът е държавен чиновник, наместник на епископа или на манастирския абат и на светския съд (advocatus ecclesiae).
От 802 г. Карл Велики започва да поставя в графствата фогти в манастирите и в епископските територии. През 11/12 век тази служба става наследствена за висшата аристокрация. С края на Свещената Римска империя на немската нация фогтаите загубват също своето значение.